# Hotel San Rafael de Punta del Este
El Hotel San Rafael fue un hotel y edificio histórico ubicado en el barrio San Rafael de Punta del Este. Fue símbolo del auge de Punta del Este como principal balneario de Uruguay y uno de los hoteles más prestigiosos de Sudamérica. En su etapa de oro en las décadas de 1950 a 1990, sus instalaciones y casino atrajeron tanto a las familias patricias del Río de la Plata como a figuras de la política, la realeza, las artes y el entretenimiento mundano.

## Historia
Comenzó a construirse en 1945 por iniciativa de Laureano Alonso Pérez, José Pizzorno y Antonio Lussich, quienes fundaron la firma Fomento de San Rafael.
El edificio,  de estilo Tudor, proyectado por Octavio de los Campos, Milton Puente y Hipólito Tournier. Fue inaugurado el 11 de diciembre de 1948, se encontraba sobre la Rambla Lorenzo Batlle Pacheco, entre la calle Mar del Plata y calle Valparaíso, manzana 815 de Punta del Este. En la década 1960 fue construido  un pabellón exterior diseñado por Nelly Grandal y José Scheps, conectado con el edificio principal. Entre los materiales de construcción se destacan pizarras de Portugal, mayólicas y sanitaria del Reino Unido, carpintería en laurel de Chile, y una serie de frescos ejecutados por Norberto Berdía. Era uno de los dos hoteles de categoría especial del país, junto con el Victoria Plaza Hotel de Montevideo, antes de la incorporación de la categorización por estrellas.
El casino del Hotel San Rafael fue el primero en la historia de Punta del Este. Originalmente fue gestionado de manera privada por la familia Pizzorno, al amparo de la Ley n.º 3.909 del 22 de septiembre de 1911, que permitía la explotación de casinos privados a quienes construyeran hoteles en las zonas balnearias. Vencido los 10 años, el casino pasó a un régimen directo de explotación por el Estado incluyendo sus instalaciones y equipamiento total. La sala se destacaba por su alhajamiento, contando con un juego completo de fichas de casino de nácar.
Los salones de eventos del Hotel San Rafael, entre ellos el Salón Gótico de capacidad para 1.500 asistentes, fueron sede de varios congresos políticos, entre ellos la Reunión de Presidentes de América en 1967, y la primera reunión de la Ronda Uruguay del Acuerdo General sobre Aranceles Aduaneros y Comercio y la Organización de Estados Americanos (OEA), entre otros. La discoteca El Carrusel (Le Carrousel) fue lugar de café concert, boite y escenario donde se realizaron espectáculos artísticos de primer nivel.
En sus mejores momentos, entre el casino, el hotel, la boutique, la peluquería, en todo el complejo hotelero llegaron a trabajar 500 empleados. Los empleados vivían en los edificios de atrás del hotel y en las habitaciones de la buhardilla, bajo el techo a dos aguas del último piso.
En 1968, Yolanda Manoukian se convirtió en la administradora del Hotel San Rafael, haciéndose cargo de la propiedad cuando estaba en remate por deudas fiscales.
En plena temporada, el 18 de febrero de 1969, un comando tupamaro robó la recaudación del casino. En los años setenta, con el  Golpe de Estado que se transformaría en un régimen cívico-militar el San Rafael fue perdiendo atractivo y prestigio internacional.
En septiembre de 1997, la Dirección Nacional de Casinos cerró la sala del juegos del Hotel San Rafael, retiró el mobiliario y trancó el acceso a la sala. Posteriormente la empresa propietaria le iniciaría un juicio al Estado por incumplimientos en la rescisión del contrato de arrendamiento.
En noviembre de 1997 fue inaugurado el Hotel Conrad Punta del Este Resort & Casino, de estilo estadounidense y más grande que el San Rafael. El desencadenamiento de la crisis económica de principios de 2000 en el Río de la Plata, complicaron aún más el panorama. En 2001 el hotel bajó de categoría de cinco a tres estrellas.

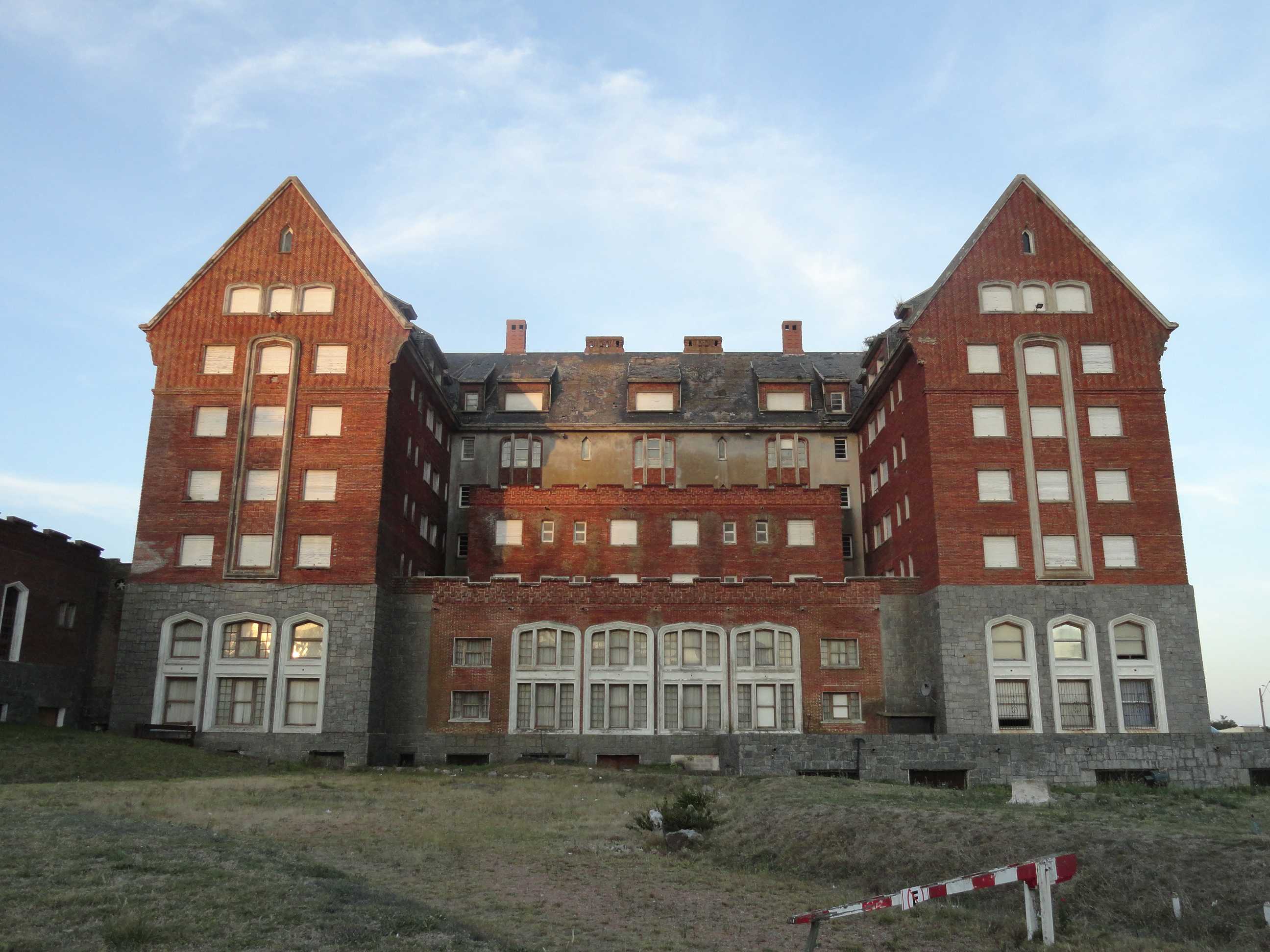
Hotel San Rafael en 2018.

En 2001, el hotel fue declarado por un año edificio de interés departamental por la Junta de Maldonado. Ese mismo año, el Poder Judicial falló a favor de la firma en el juicio contra el Estado por US$ 2,6 millones.
En 2009, una asociación entre el grupo empresarial argentino Ingalfa y Hilton anunció que compraría el Hotel San Rafael y lo reconvertiría a cinco estrellas, con un plan a futuro de dos torres modernas, pero el proyecto se frustró. El hotel cerró al público en 2011, y dejó de figurar como alojamiento en el Ministerio de Turismo en 2015, aunque se continuaban arrendando habitaciones  de manera particular.

## Demolición

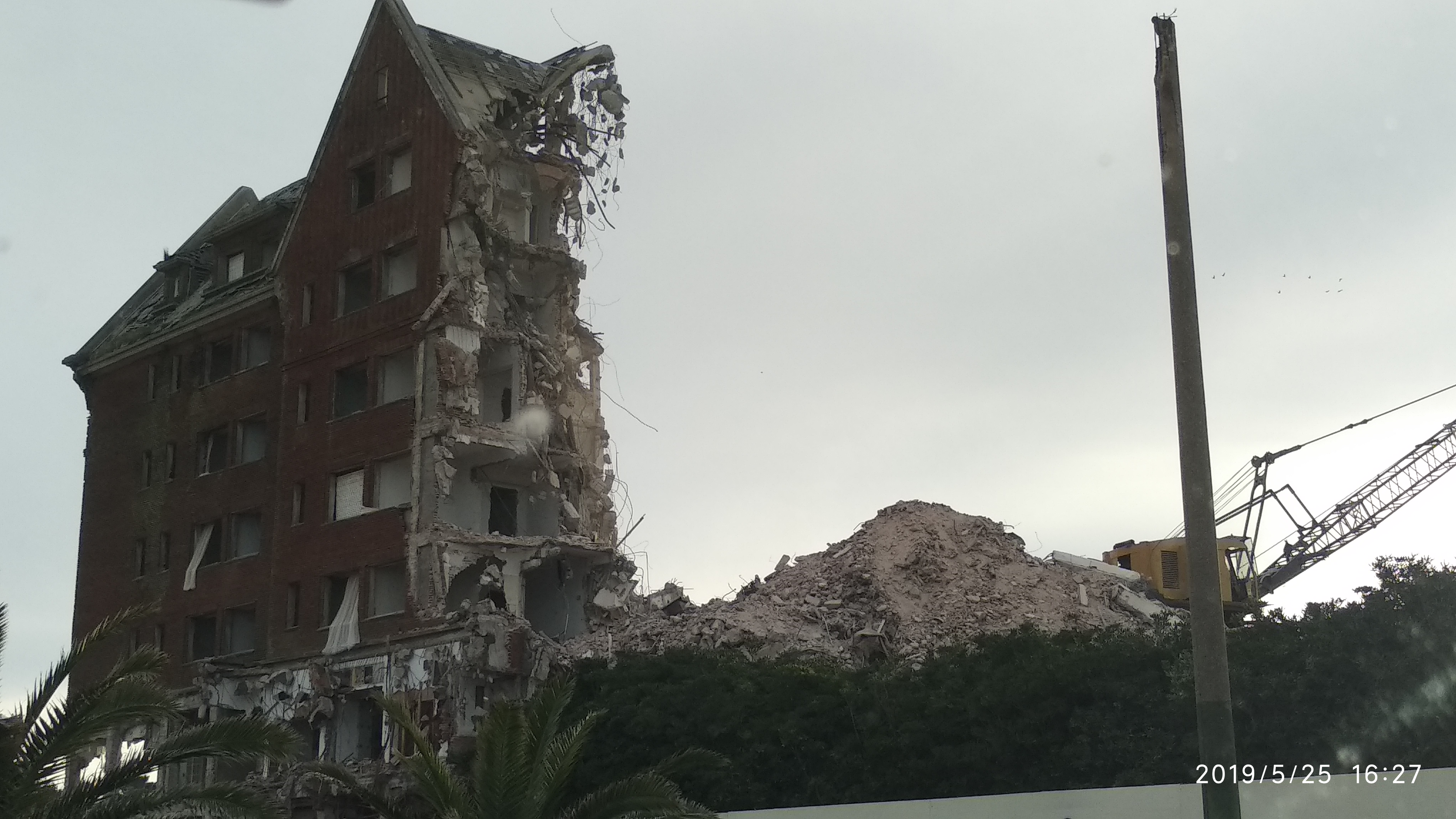
Demolición del Hotel San Rafael 25 de mayo de 2019.

En febrero de 2018 el hotel fue comprado por la cadena hotelera europea Cipriani a un costo de US$ 40 millones. Las negociaciones estuvieron presentes la directora Yolanda Manoukian, el empresario italiano Giuseppe Cipriani (en nombre del Grupo Cipriani), el arquitecto uruguayo Rafael Viñoly, entre otros.  El proyecto anunciado, a cargo del estudio de Rafael Viñoly, incluye la construcción de dos torres junto al edificio original.
El complejo se llamaría «Casa Cipriani San Rafael». En mayo de 2018 se dio a conocer en principio un proyecto que hubiera sido de una altura tres veces mayor que la del edificio más alto de Punta del Este. El segundo más alto de América del Sur, detrás de la Gran Torre Santiago de Chile (300 metros) y por encima del Alvear Tower de Buenos Aires (230 metros).
En junio de 2018 ante reclamos de expertos, y vecinos del barrio, se presentó otro proyecto donde se eliminó la torre de más de 60 pisos por una nueva construcción con una altura máxima será de 100 metros, se propusieron dos torres horizontales alrededor del hotel.
El proyecto sigue despertando detractores que quieren que esta área no tenga construcciones de más de cuatro pisos de altura, como en otras áreas de la rambla de Punta del Este, y que las construcciones no proyecten sombras sobre la playa, respetando la ordenanza vigente.
Luego de devaneos e interposiciones legales, finalmente la justicia dio a lugar a la demolición del emblemático edificio.
El edificio comenzó a demolerse el 5 de abril de 2019 hasta fines de año.
La obra esta detenida durante la Pandemia de Covid-19 y no habría un ninguna autorización de obra o estudio de impacto ambiental para futuros proyectos.
En 2021, el gobierno uruguayo otorgó al Grupo Cipriani la concesión para habilitar un casino y así acelerar el proyecto detenido, la concesión del casino no sería viable sin la formalidad de la firma del italiano Giuseppe Cipriani, quien adujo estar en cuarentena por covid-19 en Dubái, y que quien tiene una prórroga hasta el día 28 de enero.